# Resolució 252 del Consell de Seguretat de les Nacions Unides
La Resolució 252 del Consell de Seguretat de les Nacions Unides, aprovada el 21 de maig de 1968, després d'una carta del Representant Permanent de Jordània, les declaracions d'audiència d'Israel i Jordània, i les accions que Israel havia pres contra les resolucions de la Assemblea General de les Nacions Unides sobre la qüestió, Eel Consell reafirma que l'adquisició de territori per conquesta militar és inadmissible i lamenta que Israel incompleixi les resolucions de l'Assemblea General. El Consell va considerar que totes les mesures i mesures legislatives i administratives que tendeixen a canviar l'estatut jurídic de Jerusalem no són vàlides i no poden canviar aquest estat, i va instar urgentment a Israel a rescindir totes aquestes mesures ja preses i desistir immediatament de prendre més mesures acció que tendeix a canviar l'estatus de Jerusalem.
La resolució es va aprovar amb 13 vots contra cap; Canadà i els Estats Units es van abstenir.